# Centro de Educação da Amazônia
O Centro de Educação da Amazônia, é uma instituição de ensino superior privada do Pará, e tem "campi" em várias cidades do Estado. Sendo elas:
- Belém
- Ananindeua
- Paragominas
- Castanhal
- Cametá
- Bragança
- Barcarena

## Cursos

### Área da Educação
- A Inteligência Motora: Educação Física Infantil
- Arte-Educação
- Capacitação em Educação Inclusiva
- Educação Ambiental
- Educação de Jovens e Adultos
- Educação Especial: suporte para uma escola inclusiva
- Educação Infantil
- Formação de Psicomotricistas
- Gerenciamento Ambiental do Turismo
- Gestão Escolar: Coordenação Pedagógica
- Informática na Educação
- Interdisciplinaridade na Educação Básica
- Literatura Infanto-Juvenil
- Magistério Superior
- Metodologia do Ensino de Ciência
- Metodologia do Ensino de Física
- Metodologia do Ensino de Geografia
- Metodologia do Ensino de História
- Metodologia de Ensino de Língua Espanhola
- Metodologia de Ensino de Língua Portuguesa e Literatura
- Metodologia de Ensino de Língua Inglesa
- Metodologia do Ensino de Matemática
- Metodologia do Ensino Religioso
- Neuropsicologia
- Pedagogia Escolar
- Pedagogia Hospitalar
- Pedagogia na Empresa
- Pedagogia Social
- Psicopedagogia Clínica e Institucional
- Sexualidade e Educação

### Cursos da Área Empresarial
- Administração Estratégica e Gestão da Qualidade
- Comunicação Social, Assessoria
- Direito Tributário
- Gestão da Informação e Inovações Tecnológicas
- Gestão de Logística
- Gestão e Auditoria Empresarial
- Gestão e Consultoria em Telecomunicações
- Gestão e Direito Ambiental
- Gestão em Finanças e Controladoria
- Gestão Pública e Gerência de Cidades
- MBA em Administração de Projetos
- MBA em Administração Pública e Gestão Universitária
- MBA em Auditoria em Serviços de Saúde
- MBA em Comércio Internacional
- MBA em Gestão de Pessoas
- MBA em Gerência Contábil, Perícia, Auditoria e Controladoria
- MBA em Gestão da Segurança do Trabalho
- MBA em Gestão de Negócios Portuários e Logística
- MBA em Gestão de Tecnologia da Informação
- MBA em Gestão do Conhecimento
- MBA em Gestão e Marketing Turístico
- MBA em Gestão em Marketing
- MBA em Gestão Empresarial
- MBA em Gestão Empresarial em Agronegócios
- Turismo: Planejamento e Desenvolvimento

### Cursos da Área da Saúde
- Ciência da Nutrição Humana
- Fisiologia do Exercício e do Desporto
- Fisioterapia Traumato-Ortopédica
- Gerontologia numa Perspectiva numa Perspectiva Bio-Psico-Social
- MBA em Administração Hospitalar
- Metodologia do Treinamento Científico Desportivo
- Saúde da Família
- Saúde Coletiva
- Saúde Mental
- Saúde Pública